# William Saroyan
William Saroyan (né à Fresno le 31 août 1908 et mort le 18 mai 1981 dans la même ville) est un écrivain arméno-américain, auteur de nombreuses pièces de théâtre et de nouvelles basées sur son expérience de fils d’immigrants arméniens. 
Ses histoires ont été très populaires aux États-Unis pendant la période de la Grande Dépression. Saroyan, qui a grandi à Fresno, le principal centre de la population arméno-américaine de Californie, situe une grande partie de ses livres dans cette ville, à laquelle il donne parfois un nom fictif.

## Biographie

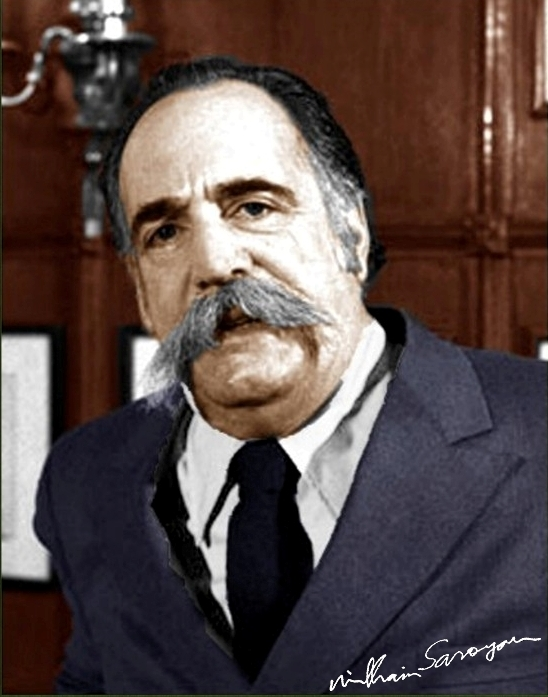
Portrait photographique avec autographe.

William Saroyan est né à Fresno (Californie), dans une famille d’immigrants arméniens originaires de la ville de Bitlis (aujourd'hui en Turquie). Son père, petit propriétaire de vignobles (se destinant initialement à devenir pasteur presbytérien), déménage en 1905 dans le New Jersey. Par la suite, il devient ouvrier agricole et meurt en 1911. À l’âge de quatre ans, William Saroyan est placé avec ses frères dans un orphelinat à Alameda, expérience qui laissera chez lui des traces profondes. Cinq ans plus tard, la famille est réunie à Fresno, où sa mère, Takoohi, a trouvé du travail dans une conserverie.
En 1921, William Saroyan suit les cours d’une école technique pour apprendre la dactylographie, mais il quitte l’école à l’âge de quinze ans. Après avoir lu certains textes écrits par son père, il décide de devenir écrivain. Il continue à s’instruire en autodidacte, tout en travaillant, notamment à la San Francisco Telegraph Company. Il publie quelques articles dans The Overland Monthly et ses premières nouvelles paraissent dans les années 1930, dont certaines sous le nom de Sirak Goryan dans le journal arménien Hairenik.
Les histoires qu’écrit William Saroyan sont souvent basées sur ses souvenirs d’enfance dans le milieu des exploitants de vergers de la Vallée de San Joaquin, ou bien elles traitent du déracinement de l’immigrant. Le recueil de nouvelles intitulé Mon nom est Aram (My Name is Aram, 1940), succès international, met en scène un jeune garçon au milieu des personnages pittoresques de cette communauté. En 1934, Saroyan publie dans le magazine Story le récit « L’audacieux jeune homme au trapèze volant » (« The Daring Young Man on the Flying Trapeze »), dont le titre est emprunté à une chanson du XIXe siècle. Le héros est un jeune écrivain pauvre qui tente de survivre dans la société américaine frappée par la dépression de 1929.
En 1939, sa première pièce My Heart's in the Highlands (Mon cœur est sur les monts d'Écosse), écrite à partir du bref récit The Man with the Heart in the Highlands inclus dans le livre Three Times Three, est montée à Broadway.
Pendant la Seconde Guerre mondiale, William Saroyan s’engage dans l’armée américaine. En 1942, il est envoyé à Londres dans une équipe de tournage de films. Il échappe de peu à la cour martiale quand son roman Les Aventures de Wesley Jackson (The Adventures of Wesley Jackson) est considéré comme pacifiste.
William Saroyan épouse en 1945 Carol Marcus, alors âgée d'une vingtaine d'années. Ils ont deux enfants, Aram et Lucy. À la fin des années 1940, les problèmes croissants de Saroyan avec la boisson et le jeu désunissent le couple, qui divorce au retour d’un voyage en Europe, avant de se remarier et de divorcer à nouveau. Lucy devient actrice et Aram s’est orienté lui aussi vers l’écriture. Carol Marcus a épousé par la suite l’acteur Walter Matthau.
William Saroyan travaillait rapidement, sans beaucoup corriger ses textes. Une grande partie de son argent est employée à boire et à jouer. À partir de 1958, il vit à Paris, où il a un appartement. Dans les années 1960-1970, Saroyan arrive toutefois à régler ses dettes et à se procurer des revenus substantiels. À l’âge de 72 ans, il meurt en 1981 d’un cancer, dans sa ville natale de Fresno. « Tout le monde doit mourir » disait-il, « mais j’ai toujours pensé qu’on ferait une exception pour moi ». Une partie de ses cendres repose en Californie et l’autre en Arménie.

## Œuvres

### Romans et nouvelles
- The Daring Young Man on the Flying Trapeze (1934) L'Audacieux Jeune Homme au trapèze volant, traduit par Jacques Havet, Paris, Sagittaire, 1946 ; réédition, Paris, Le Serpent à plumes, coll. « Motifs » no 196, 2004 Les Acrobates, traduit par Madeleine Schaeffer. Préface d'André Bay, Paris, Delamain et Boutelleau, 1946
- Inhale and Exhale (1936)
- Three Times Three (1936)
- Little Children (1937)
- The Trouble With Tigers (1938)
- The Gay and Melancholy Flux (1938)
- Love Here Is My Hat (1938)
- A Native American (1938)
- Peace, It's Wonderful (1939)
- My Name Is Aram (1940) Quand même un Américain, traduit par Michel Chrestien, Paris, Delamain et Boutelleau, 1947 ; réédition sous le titre Je m'appelle Aram dans le volume Les Acrobates, suivi de Je m'appelle Aram, Paris, UGE, coll. « 10/18. Domaine étranger » no 1849, 1987
- Hilltop Russians in San Francisco (1941)
- Saroyan's Fables (1941)
- Razzle-Dazzle (1942)
- The Human Comedy (1943) Marionnettes humaines, traduit par Yvonne Brun, Paris, Jeheber, 1947 ; réédition sous le titre Une comédie humaine, Paris, UGE, coll. « 10/18. Domaine étranger » no 1850, 1987 ; réédition, Paris, Phébus, coll. « Libretto » no 378, 2012
- Get Away Old Man (1944)
- Dear Baby (1944)
- Why Abstract?, essai avec Hilaire Hiler et Henry Miller (1945)
- The Adventures of Wesley Jackson (1946) Les Aventures de Wesley Jackson, traduit par Simone Laurent, Paris, Sagittaire, 1948
- The Twin Adventures (1950)
- The Assyrian and Other Stories (1951)
- Rock Wagram (1951) Rock Wagram, traduit par Hélène Bayan, Paris, Del Duca, 1953
- Tracy's Tiger (1952) Le Tigre de Tracy, traduit par Julie Neveux, Belval, Circé, 2013
- The Bicycle Rider in Beverly Hills (1952)
- The Laughing Matter (1953) Matière à rire, traduit par Hélène Bayan, Paris, Del Duca, 1956
- The Man with the Heart in the Highlands and other stories (1954) Mon cœur est sur les mont d'Écosse, traduit par Hélène Bayan, Paris, Del Duca, 1955
- Love (1955)
- The Whole Voyald and Other Stories (1956)
- Mama I Love You (1956) Maman, je t'adore, traduit par Annie Blanchet, Paris, Stock, 1958 ; réédition, Paris, Zulma, coll. « Z/a » no 27, 2016
- Papa You're Crazy (1957) Papa, tu es fou, traduit par Yvonne Brun, Paris, Stock, 1961 ; réédition sous le même titre dans une nouvelle traduction par Danièle Clément, Paris, Zulma, coll. « Z/a » no 21, 2015
- Here Comes, There Goes, You Know Who (1961) Voilà, voici, vous savez qui, traduit par Charles Janssens, Paris, Buchet-Chastel, 1964
- Gaston (1962), nouvelle
- Me: A Modern Masters Book for Children (1963)
- Not Dying (1963) Toujours en vie, traduit par Charles Janssens, Paris, Buchet-Chastel, 1965
- Boys and Girls Together (1963) Entre garçons et filles, traduit par Charles Janssens, Paris, Buchet-Chastel, 1964
- One Day in the Afternoon of the World (1964)
- Short Drive, Sweet Chariot (1966) Échappée en roue libre, traduit par Françoise Jaouën, Paris, Buchet-Chastel, 2003
- I Used to Believe I Had Forever, Now I'm Not So Sure (1968)
- Letters from 74 rue Taitbout (1969)
- Places Where I've Done Time 1972
- Days of Life and Death and Escape to the Moon (1973)
- Sons Come and Go, Mothers Hang In Forever (1976)
- Chance Meetings (1978)
- Obituaries (1979)
- Births (1983)
- My name is Saroyan (1983)
- Madness in the Family (1988) Folie dans la famille, Paris, Buchet-Chastel, 2003

## Adaptations au cinéma

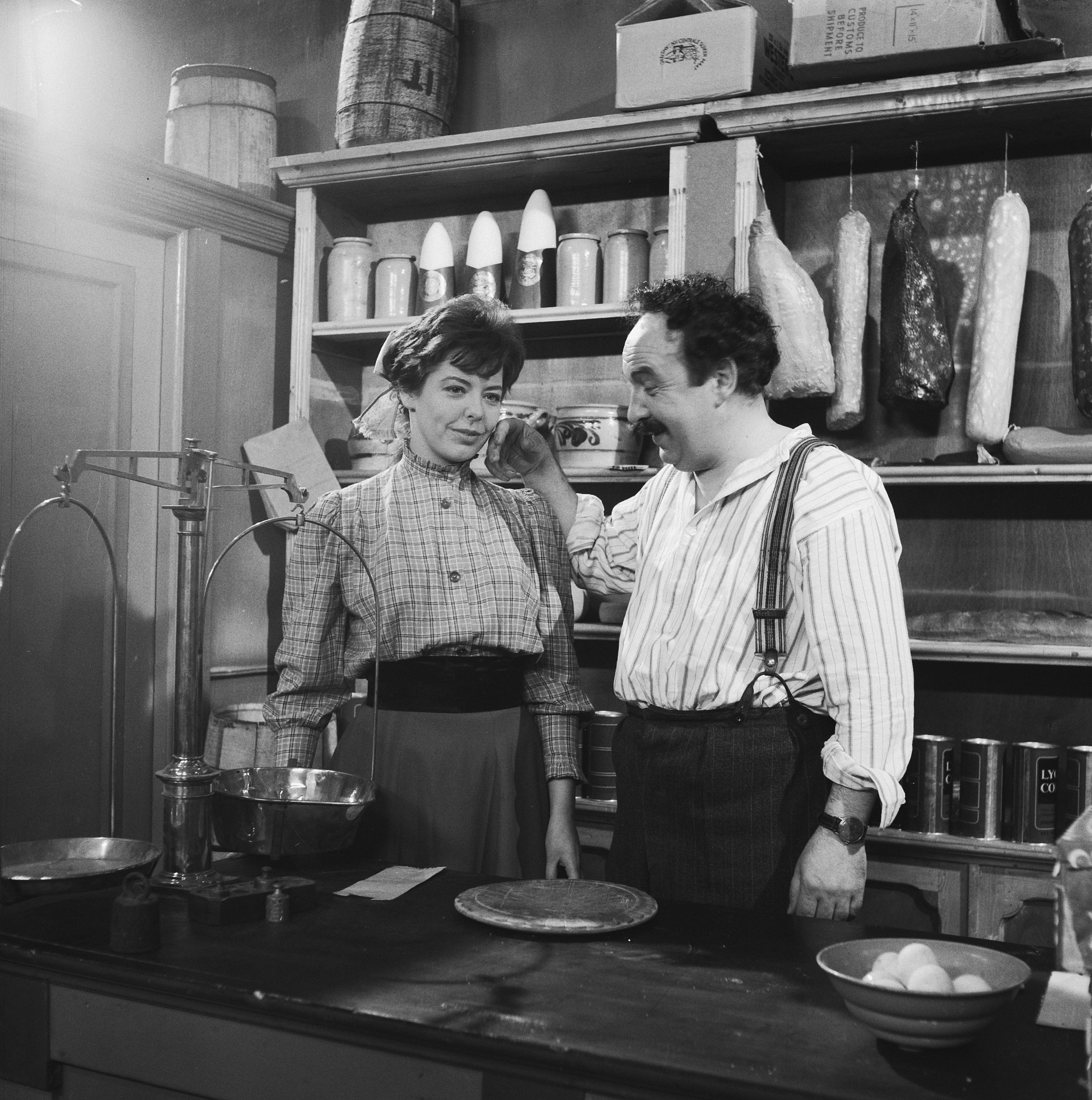
Scène de Mijn hart is het Hoogland, téléfilm néerlandais de 1961, interprété par Lex Goudsmit, une adaptation de Mon cœur est sur les monts d'Écosse.

- 1948 : Le Bar aux illusions (The Time of Your Life), de H. C. Potter
- 2008 : Le Bannissement (Matière à rire), d'Andreï Zviaguintsev